# 1899 en sport
Cet article présente les faits marquants de l'année 1899 en sport.

## Athlétisme
- 24e édition du championnat britannique de cross-country à Wembley. Charles Bennett s’impose en individuel ; Highgate Harriers enlève la titre par équipe.
- Championnats d'athlétisme de Grande-Bretagne :
  - Reg Wadsley remporte le 100 yards et le 440 yards.
  - Alfred Tysoe le 880 yards.
  - Hugh Welsh le mile.
  - Charles Bennett le 4 miles et le 10 miles.
  - W Stokes le steeplechase.
  - William Paget-Tomilnson le 120 yards haies.
  - l’Irlandais Pat Leahy le saut en hauteur (1,78 m).
  - EC Pritchard le saut à la perche (2,77 m).
  - l’Irlandais Walter Newburn le saut en longueur (7,19 m).
  - l’Irlandais Denis Horgan le lancer du poids (13,71 m).
  - l’Irlandais Tom Kiely le lancer du marteau (41,57 m).
  - William Sturgess le 4 miles marche.
- Championnats d'athlétisme des États-Unis :
  - Arthur Duffey remporte le 100 yards.
  - Maxey Long le 200 yards et le 440 yards.
  - Herbert Manvel le 880 yards.
  - le Canadien Alexander Grant le mile et le 4 miles.
  - le Canadien George Orton le 2 miles steeple et le 6 miles sur route.
  - Alvin Kraenzlein le 120 yards haies.
  - le 220 yards haies et le saut en longueur (7,13 m).
  - Irvin Baxter saut en hauteur (1,85 m) et le saut à la perche (3,28 m).
  - Richard Seldon le lancer du poids (13,41 m) et le lancer du disque (37,35 m).
  - l’Irlandais John Flanagan le lancer du marteau (47,35 m).
- 9 - 11 novembre : 4e édition des championnats d’athlétisme d’Australie (Cricket Ground, Sydney) :
  - Stan Rawley remporte le 100 yards et le 220 yards.
  - William Shea le 440 yards.
  - D’arcy Wentworth le 880 yards et le mile.
  - P Malthus le 3 miles
  - Corrie Gardner le 120 yards haies.
  - le Néo-Zélandaus George Smith le 440 yards haies.
  - le Néo-Zélandais McAffar le mile marche.
  - Peter Corrigan le 3 miles marche.
  - P English le saut en hauteur (1,73 m) et le saut en longueur (6,64 m).
  - le Néo-Zélandais James Te Paa le saut à la perche (3,345 m).
  - George Hawkes le lancer du poids (13,16 m).
  - le Néo-Zélandais W Madill le lancer du marteau (39,68 m).

## Automobile
- 21 mars : course automobile Nice-La Castellane-Nice. Georges Lemaître s’impose sur une Peugeot. (19 participants).
- 6 avril : course automobile Pau-Bayonne-Pau. Georges Lemaitre s’impose sur une Peugeot. (7 concurrents).
- 28 avril : course automobile en Italie entre Limone, Cuneo et Turin réservée aux pilotes français (8 concurrents). De Gras s’impose sur une Peugeot.
- 30 avril : course automobile en Italie entre Turin, Pinerolo, Avigliana et Turin (20 concurrents). De Gras s’impose sur une Peugeot.
- 1er mai : le Belge Camille Jenatzy franchit en automobile la barrière des 100 km/h à Achères sur un véhicule électrique, la « Jamais Contente ».
- 8 mai : course automobile italienne à Regio Emilia (85 km, 6 concurrents). Le Français Paul Chauchard s’impose sur une Panhard.
- 22 mai : course automobile italienne entre Bologne, Malabergo et Bologne (80 km, 12 concurrents). Le Français Émile Laporte s’impose sur une Orio-Marchand.
- 24 mai : course automobile Paris-Bordeaux. Fernand Charron s’impose sur une Panhard (27 voitures et 37 motos au départ).
- 19 juin : course automobile italienne Padua-Bassano-Padua (175 km). Ettore Bugatti s’impose sur une Prinetti-Stucchi.
- 16 - 24 juillet : premier Tour de France automobile sur 2 500 km. René de Knyff s’impose sur une Panhard. 19 voitures au départ, 9 à l’arrivée. 25 motos prennent également part à l’épreuve qui compte 7 étapes.
- 30 juillet : course automobile Paris-Saint-Malo (372 km). Antony s’impose sur une Mors. 13 voitures, 12 voiturettes et 64 motos au départ.
- 27 août : course automobile Paris-Trouville. Antony s’impose sur une Mors.
- 1er septembre : course automobile Paris-Ostende. Léonce Girardot s’impose sur une Panhard.
- 10 septembre : course automobile italienne de Brescia Sprint (6 km). Toussaint s’impose sur une Mors.
- 11 septembre : course automobile italienne de Brescia-Mantoue-Brescia (223 km). Giuseppe Alberti s’impose sur une Mors.
- 17 septembre : course automobile Paris-Boulogne-sur-Mer (232 km). Léonce Girardot s’impose sur une Panhard.
- 20 septembre : course automobile italienne entre Bergame, Crema et Bergame (92 km). Camillo Martinoni s’impose sur une Prinetti-Stucchi.
- 1er octobre : course automobile Bordeaux-Biarritz (232 km). Alfred Levegh s’impose sur une Mors.
- 29 octobre : course automobile Italienne de Treviso Sprint (3 km). Agostino Tozzi s’impose sur une Bollée.

## Badminton
- Première édition du championnat d'Angleterre masculin de badminton.

## Baseball
- 27 avril : 27 000 spectateurs à l’occasion d’un match de baseball aux États-Unis (Chicago-St-Louis) ; nouveau record du genre en Major League.
- 7 octobre : 24e édition aux États-Unis du championnat de baseball de la Ligue nationale. Les Brooklyn Superbas s’imposent avec 101 victoires et 47 défaites. 2 541 585 spectateurs assistent aux 903 matches de la saison, soit une moyenne de 2 815 spectateurs par match.
- 11 octobre, États-Unis : La Western League devient l’American Baseball League.

## Boxe
- 9 juin : James J. Jeffries devient champion du monde poids lourds après avoir battu à Brooklyn le Britannique Bob Fitzsimmons.

## Basket-ball
- Trenton Nationals enlève le premier championnat national professionnel de Basket-Ball aux États-Unis (NBL) avec 18 victoires, 1 nul, 2 défaites. La compétition compte six clubs à ses débuts, mais se termine à quatre après l’abandon de deux équipes en cours de saison…

## Cricket
- 8 mai : début de la tournée anglaise de l’équipe de cricket d’Australie. Les Aussies disputent 35 matches jusqu’en septembre dont 5 test-matches contre l’Angleterre (4 nuls et 1 victoire australienne).
- 1er - 3 juin : premier test match de la tournée anglaise de l’équipe australienne de cricket. Match nul entre l’Angleterre et l’Australie.
- 15 - 17 juin : 2e test match de la tournée anglaise de l’équipe australienne de cricket. L’Australie bat l’Angleterre par 10 wickets.
- 29 juin - 1er juillet : 3e test match de la tournée anglaise de l’équipe australienne de cricket. Match nul entre l’Angleterre et l’Australie.
- 3 - 5 juillet : match nul entre Oxford et Cambridge.
- 17 - 19 juillet : 4e test match de la tournée anglaise de l’équipe australienne de cricket. Match nul entre l’Angleterre et l’Australie.
- 14 - 16 août : 5e test match de la tournée anglaise de l’équipe australienne de cricket. Match nul entre l’Angleterre et l’Australie. L’Australie remporte la série des Ashes 1-0.
- 6 septembre : le Surrey (10 victoires, 2 nuls et 14 défaites) remporte le championnat britannique de cricket par Comté.
- Victoria gagne le championnat australien, le Sheffield Shield.

## Cyclisme
- 2 avril : 4e édition de la course cycliste Paris-Roubaix. Le Français Albert Champion s’impose.
- Fritz Ryser est champion de Suisse de cyclisme (course en ligne).
- Première édition de la course cycliste des 6 jours de New York. Les Américains Miller et Walker s’imposent.
- De Geeter est champion de Belgique de cyclisme (course en ligne).
- 27 - 28 mai : 9e édition de la course cycliste Bordeaux-Paris. Le Français Constant Huret s’impose.
- 6e édition du Grand Prix cycliste professionnel de Paris. L’Italien Tommaselli s’impose.
- 2e édition du Grand Prix cycliste Amateurs de Paris. Le français Cayron s’impose.
- Brochard est champion de France cycliste individuel de vitesse sur piste ; Le Cyclo Club de Paris enlève le titre par équipe.
- 5e édition des championnats du monde professionnels de cyclisme sur piste à Montréal avec deux épreuves : l’Américain Taylor remporte le sprint et le Britannique Gibson le 100 km avec derby.
- 7e édition des championnats du monde amateurs de cyclisme sur piste avec deux épreuves : le Britannique Sommersgill remporte le sprint et l’Américain Nelson le 100KM avec derby.
- 19e édition de la course cycliste suisse : le tour du Lac Léman. Henri Perrolaz s’impose.
- 31 décembre : 838 856 bicyclettes sont recensées en France pour plus de 300 stades vélodromes. Ces enceintes sont également très utiles aux clubs de football, rugby et hockey sur gazon…

## Football
- 8 janvier : SC Fribourg est champion d’Allemagne du Sud.
- 1er février : fondation du club omnisports allemand du Werder Brême.
- 12 mars : finale du premier championnat (officiel) de Suisse. L’Anglo-American Club Zurich s’impose en finale 7-0 face aux BSC Old Boys.
- 20 mars : à Bristol, l’Angleterre bat le Pays de Galles 4-0.
- Southampton FC (15 victoires, 5 nuls et 4 défaites) remporte le championnat anglais de la Southern League.
- Les Glasgow Rangers sont champions d’Écosse.
- France : l’Iris Club Lillois conserve son titre de champion régional USFSA du Nord.
- Le FC Liège est champion de Belgique.
- 8 avril : à Birmingham, l'Angleterre bat l’Écosse : 2-1.
- L’Union des Sports de France champion de Paris professionnel de Football (FSAPF).
- Slavia Prague remporte la coupe de Mistrovstvi Cech.
- 9 avril : finale de la 3e édition de la Coupe Manier : Club français 3, R.C. Roubaix 0.
- 9 avril, Pays-Bas : manche aller de la finale nationale entre le champion de l’Est (PW Enschede) et de l’Ouest (RAP Amsterdam). RAP s’impose 3-2.
- 11 avril : le Club français, champion de Paris de Football (USFSA). Le Havre A.C. doit affronter le champion de Paris (Club Français) pour l'attribution du titre national. Les Parisiens contestent la légitimité de ce challenger, qui n'est pas champion de sa région, et la rencontre n'a pas lieu. Le Havre A.C. hérite ainsi sans jouer du titre de champion de France !
- 15 avril : finale de la 28e FA Cup (235 inscrits). Sheffield United FC 4, Derby County FC 1. 73 833 spectateurs à Crystal Palace.
- 16 avril : finale du 2e Championnat d’Italie : Genoa s’impose face Internazionale di Torino 2-0.
- 23 avril : manche retour de le finale nationale entre le champion de l’Est (PW Enschede) et de l’Ouest (RAP Amsterdam). RAP s’impose 2-1 et est sacré champion des Pays-Bas.
- 26 avril : Aston Villa (19 victoires, 7 nuls et 8 défaites) est sacré champion d’Angleterre de football. Les Villans cassent pour la première fois la barre des 20 000 spectateurs de moyenne : 23 045. Manchester City enlève le titre en Division 2.
- 1er mai : fondation du club omnisports allemand de l’Eintracht Francfort.
- 7 mai : première finale de la Coupe des Pays-Bas. RAP s’impose 1-0 face au HVV.
- AB remporte le championnat de Copenhague.
- 11 juillet : le FC Rouen, club de rugby fondé en 1896, admet, sous l’impulsion de Robert Diochon, une section football en son sein.
- 31 août : Fondation de l'Olympique de Marseille.
- Septembre : Belgrano Athlétic (5 victoires et 1 nul) est champion d’Argentine.
- 29 novembre : fondation du FC Barcelone club omnisports et de sa section football sous l'impulsion de Hans Gamper.

## Football américain
- Fondation à Chicago par Chris O’Brien d’un club de football américain de quartier : Morgan Athletic Club (futur Cardinals).

## Football australien
- 16 septembre : Fitzroy remporte la Grand Final du championnat de Football Australien de la Victoria League. Fitzroy s’impose 27-26 face à South Melbourne.

## Football gaélique
- 5 février : finale du 10e championnat d’Irlande de Football gaélique : Dublin bat Cork.

## Golf
- Harry Vardon remporte le British Open de Golf à Sandwich.
- Willie Smith remporte l'US Open de Golf à Baltimore.

## Gymnastique
- L’Union des sociétés de gymnastique de France (fondée en 1873) compte plus de 700 clubs. L’omnisports USFSA (fondée en 1887) n’en rassemble que 200.

## Hockey sur gazon
- Le Racing club de France enlève le premier titre de champion de France de hockey sur gazon.

## Hockey sur glace
- 14 mars : Shamrocks Montréal remporte la Coupe Stanley.

## Joutes nautiques
- B. Goudard (dit lou grand) remporte le Grand Prix de la Saint-Louis à Cette.
- 16/17 octobre. Tournoi de joutes nautiques à Marseille à l’occasion du 25e centenaire de la fondation de la ville. 500 francs de prix sont offerts au vainqueur.

## Patinage sur glace
- 16 - 17 janvier : championnats d’Europe de patinage de vitesse à Davos.
- 4e édition des championnats du monde de patinage artistique à Davos en Suisse. L’Autrichien Gustav Hügel s’impose dans l’unique épreuve individuelle homme.
- 4 - 5 février : championnats du Monde de patinage de vitesse à Berlin.
- 6e édition des championnats d’Europe de patinage artistique et de patinage de vitesse à Davos (Suisse). Le Suédois Ulrich Salchow remporte l’épreuve de patinage artistique.

## Rugby à XIII
- Oldham remporte la Challenge Cup anglaise.

## Rugby à XV
- 7 janvier : match international de rugby entre l’Angleterre et le Pays de Galles à Swansea. L’Angleterre s’impose.
- 4 février : l’Irlande bat l’Angleterre à Dublin.
- 11 mars : l’Écosse bat l’Angleterre à Blackheath.
- 23 avril : le Stade bordelais champion de France de rugby.
- Le Devon est champion d’Angleterre des comtés.
- Le Griqualand West remporte le championnat d’Afrique du Sud des provinces, la Currie Cup.

## Ski nordique
- Novembre : pratique du Ski Norvégien (ski de fond) dans le Jura (Les Rousses).

## Sport féminin
- Janvier : premier numéro du supplément sportif du mensuel anglais « Womanhood » : « The Women’s Sports ».

## Sport hippique
- États-Unis : Manuel gagne le Kentucky Derby.
- Angleterre : Morny Cannon sur Flying Box gagne le Derby.
- Angleterre : George Williamson sur Manifesto gagne le Grand National.
- Irlande : Oppressor gagne le Derby d'Irlande.
- France : Perth gagne le Prix du Jockey Club.
- France : Germaine gagne le Prix de Diane.
- Australie : Turner sur Merriwee gagne la Melbourne Cup.

## Tennis
- 9e édition du championnat de France :
  - Le Français Paul Aymé s’impose en simple hommes.
  - La Française Adine Masson s’impose en simple femmes.
- 23e édition du Tournoi de Wimbledon :
  - L’Anglais Reginald Frank Doherty s’impose en simple hommes.
  - L’Anglaise Blanche Bingley en simple femmes.
- 19e édition du championnat des États-Unis :
  - L’Américain Malcolm Whitman s’impose en simple hommes.
  - L’Américaine Marion Jones s’impose en simple femmes.

## Voile
- Charlie Barr sur Columbia remporte la Coupe de l'America.
- La première One Ton Cup est disputée sur le plan d'eau de Meulan du Cercle de la voile de Paris.

## Naissances

### Janvier
- 1er janvier : Jack Beresford, rameur britannique  († 3 décembre 1977)
- 27 janvier : Bibb Falk, baseballeur américain

### Février
- 7 février : René Crabos, rugbyman français. († 17 juin 1964).
- 26 février : Marcel Dangles, footballeur français. († 15 février 1974).

### Mars
- 9 mars : Jules Dewaquez, international de football français

### Avril
- 29 avril : Aldo Nadi, escrimeur italien. († 10 novembre 1965).

### Mai
- 14 mai : Earle Combs, baseballeur américain
- 24 mai : Suzanne Lenglen, joueuse de tennis française

### Juillet
- 28 juillet : Philippe Bonnardel, international de football français. († 17 février 1953).

### Août
- 3 août : Louis Chiron, pilote automobile monégasque. († 22 juin 1979).
- 13 août : Mikinosuke Kawaishi, judoka japonais (10e dan) pionnier du judo en France. († 30 janvier 1969).
- 27 août : René Dedieu, international de football français

### Septembre
- 5 septembre : Max Bishop, baseballeur américain
- 7 septembre : Emilio de la Forest de Divonne, aristocrate italien, président de la Juventus de 1936 à 1941. († 25 juillet 1961).

### Octobre
- 8 octobre : René Petit, international de football français. († 1989).

### Novembre
- 4 novembre : Paul Nicolas, international de football français. († 3 mars 1959).
- 11 novembre : 
  - Pie Traynor, baseballeur américain. († 16 mars 1972).
  - Wolfgang Kittel, joueur professionnel allemand de hockey sur glace († 27 février 1967).

### Décembre
- 15 décembre : Harold Abrahams, athlète britannique, champion olympique du 100 mètres aux Jeux de Paris en 1924. († 14 janvier 1978).

- Dates non renseignées ou inconnues :
  - Gabriel Hanot, international de football français, puis grand plume du journalisme sportif
  - Valès, joueur français de rugby à XV.

## Décès
- 3 janvier : Daniel Lucius « Doc » Adams, joueur et responsable de baseball américain (° 1er novembre 1814).
- 2 septembre : Ernest Renshaw, 38 ans, joueur de tennis britannique. (° 3 janvier 1861).